# Bromure de rhodium(III)
Le bromure de rhodium(III) est un composé chimique de formule RhBr3(H2O)x, où x peut prendre une valeur de 0 (composé anhydre) à près de 3 (trihydrate). L'hydrate est soluble dans l'eau et les alcools légers. Il s'agit d'un solide hygroscopique de couleur sombre et soluble dans l'eau. Il est utilisé pour produire des complexes de bromure de rhodium. Le composé anhydre se présente sous la forme de flocons de cristaux rouge-brun très minces qui se décomposent en rhodium et brome au-dessus de 800 °C. Il est insoluble dans l'eau,, les acides et les solvants organiques. Il présente une structure cristalline appartenant au système monoclinique avec le groupe d'espace C2/m (no 12) et les paramètres cristallins a = 627 pm, b = 1 085 pm, c = 635 pm et β = 109,0°, ce qui correspond à la structure cristallin du chlorure d'yttrium(III) YCl3.
Ce composé peut être obtenu en faisant réagir du rhodium avec du brome Br2 à 450 °C ou avec un mélange de brome et d'acide bromhydrique HBr :
2 Rh + 3 Br2 ⟶ 2 RhBr3.
Le bromure de rhodium(III) est un précurseur de la synthèse d'autres halogénures de rhodium. Par exemple, il réagit avec le trifluorure de brome BrF3 pour former du fluorure de rhodium(IV) RhF4 et avec une solution aqueuse d'iodure de potassium KI pour former de l'iodure de rhodium(III) RhI3.